# ぜったい愛して
『ぜったい愛して』（ぜったいあいして）は、1948年（昭和23年）公開の歌謡映画。

## キャスト
- 三木三平：池部良
- 新子：日高澄子
- 石山義人：杉狂児
- くみ子：高原朝子
- 黒澤熊造：上田吉二郎
- 櫻井あつ子：暁テル子
- 川村大吉：村田宏寿
- 三崎俊夫：近衛敏明
- おこま：岡村文子
- 吉田：星ひかる
- 健坊：武田新英
- 島津多佳子：園御幸
- 柳澤龍子：澤蘭子
- 三浦芳子：丸山英子
- 近江トウシロウ：近江俊郎
- 池マリ子：池真理子
- 黒木ヨウ子：黒木曜子

## スタッフ
- 企画：清水龍之助
- 脚本：八尋不二
- 監督：加戸敏
- 撮影：川崎新太郎
- 録音：大角正夫
- 照明：島崎壱弐
- 音楽：白木義信
- 美術：菊地修平
- スチル：小牧照
- 製作担当：平尾美夫
- 歌詞：サトウハチロー
- 作曲：古賀政男